# Robert Pulford
Pour les articles homonymes, voir Pulford.
Temple de la renommée : 1991
Robert Jesse Pulford, dit Bob Pulford, (né le 31 mars 1936 à Newton Robinson, dans la province de l'Ontario au Canada) est un joueur professionnel, un entraîneur-chef ainsi qu'un directeur-général retraité de hockey sur glace. Il agit présentement en tant qu'assistant au commissaire de la Ligue nationale de hockey.

## Carrière de joueur
Ayant grandi en banlieue de Toronto, Bob Pulford est pris en jeune âge sous la protection des Maple Leafs de Toronto qui voit alors à son développement au niveau junior B avec les Dukes de Weston puis avec les Marlboros de Toronto de l'Association de hockey de l'Ontario. L'équipe est dirigée par l'ancien joueur vedette des Leafs Turk Broda. La troupe à Broda remporte deux Coupes Memorial consécutives lors des deux saisons où Pulford s'aligne pour eux.
Devenant joueur professionnel en 1956, il rejoint les Maple Leafs et reste avec eux au cours des quatorze saisons qui suivent, remportant la Coupe Stanley à quatre reprises. Poursuivant ses études à temps partiel durant neuf ans, il obtient un baccalauréat en art en 1964.
Échangé par les Maple Leafs aux Kings de Los Angeles en 1970, il reste avec ces derniers durant deux saisons avant de se retirer de la compétition.

### Carrière d'entraîneur
Il ne reste pas très longtemps hors du monde du hockey, acceptant au cours de l'été 1972 le poste d'entraîneur-chef des Kings. Il reste à la barre de ceux-ci durant cinq saisons, voyant son équipe s'incliner lors des deux dernières en deuxième ronde des séries éliminatoires. Il remporte en 1975 le trophée Jack-Adams remis à l'entraîneur par excellence dans la ligue.
Pulford rejoint en 1977 l'organisation des Black Hawks de Chicago où il décroche les postes d'entraîneur-chef et directeur-général de la formation. Il reste en poste deux saisons derrière le banc de l'équipe avant de se concentrer sur son emploi de DG. Nommé ultérieurement vice-président sénior des Hawks et également assistant au gouverneur de la LNH, il effectue un retour temporaire en tant qu'entraîneur en 1981-1982 puis reprend le poste de 1984 à 87. Finalement, il revient une dernière fois en 1999-2000.
Il quitte ses postes de DG et VP sénior des Blackhawks en 2007, acceptant alors le poste de vice-président de la Wirtz Corporation, ceux-là mêmes propriétaires des Blackhawks. Il sert alors d'agent de liaison entre les Blackhawks et le bureau des affaires de la LNH. De plus il conserve son poste d'assistant au gouverneur de la ligue.
Bien qu'il ait passé 25 ans au sein de l'organisation des Blackhawks, c'est en tant que joueur que Pulford se voit être intronisé au temple de la renommée du hockey en 1991.

## Statistiques
| Saison     | Équipe                 | Ligue      |       | Saison régulière | Saison régulière | Saison régulière | Saison régulière | Saison régulière |    | Séries éliminatoires | Séries éliminatoires | Séries éliminatoires | Séries éliminatoires | Séries éliminatoires |
| Saison     | Équipe                 | Ligue      | PJ    | B                | A                | Pts              | Pun              | PJ               | B  | A                    | Pts                  | Pun                  |                      |                      |
| 1953-1954  | Marlboros de Toronto   | AHO        | 17    | 5                | 9                | 14               | 12               | 15               | 4  | 7                    | 11                   | 12                   |                      |                      |
| 1954-1955  | Marlboros de Toronto   | AHO        | 47    | 24               | 22               | 46               | 43               | 13               | 7  | 10                   | 17                   | 29                   |                      |                      |
| 1955       | Marlboros de Toronto   | Memorial   |       |                  |                  |                  |                  | 11               | 5  | 4                    | 9                    | 15                   |                      |                      |
| 1955-1956  | Marlboros de Toronto   | AHO        | 48    | 30               | 25               | 55               | 87               | 11               | 16 | 8                    | 24                   | 2                    |                      |                      |
| 1956       | Marlboros de Toronto   | Memorial   |       |                  |                  |                  |                  | 13               | 13 | 8                    | 21                   | 16                   |                      |                      |
| 1956-1957  | Maple Leafs de Toronto | LNH        | 65    | 11               | 11               | 22               | 32               |                  |    |                      |                      |                      |                      |                      |
| 1957-1958  | Maple Leafs de Toronto | LNH        | 70    | 14               | 17               | 31               | 48               |                  |    |                      |                      |                      |                      |                      |
| 1958-1959  | Maple Leafs de Toronto | LNH        | 70    | 23               | 14               | 37               | 53               | 12               | 4  | 4                    | 8                    | 8                    |                      |                      |
| 1959-1960  | Maple Leafs de Toronto | LNH        | 70    | 24               | 28               | 52               | 81               | 10               | 4  | 1                    | 5                    | 10                   |                      |                      |
| 1960-1961  | Maple Leafs de Toronto | LNH        | 40    | 11               | 18               | 29               | 41               | 5                | 0  | 0                    | 0                    | 8                    |                      |                      |
| 1961-1962  | Maple Leafs de Toronto | LNH        | 70    | 18               | 21               | 39               | 98               | 12               | 7  | 1                    | 8                    | 24                   |                      |                      |
| 1962-1963  | Maple Leafs de Toronto | LNH        | 70    | 19               | 25               | 44               | 49               | 10               | 2  | 5                    | 7                    | 14                   |                      |                      |
| 1963-1964  | Maple Leafs de Toronto | LNH        | 70    | 18               | 30               | 48               | 73               | 14               | 5  | 3                    | 8                    | 20                   |                      |                      |
| 1964-1965  | Maple Leafs de Toronto | LNH        | 65    | 19               | 20               | 39               | 46               | 6                | 1  | 1                    | 2                    | 16                   |                      |                      |
| 1965-1966  | Maple Leafs de Toronto | LNH        | 70    | 28               | 28               | 56               | 51               | 4                | 1  | 1                    | 2                    | 12                   |                      |                      |
| 1966-1967  | Maple Leafs de Toronto | LNH        | 67    | 17               | 28               | 45               | 28               | 12               | 1  | 10                   | 11                   | 12                   |                      |                      |
| 1967-1968  | Maple Leafs de Toronto | LNH        | 74    | 20               | 30               | 50               | 40               |                  |    |                      |                      |                      |                      |                      |
| 1968-1969  | Maple Leafs de Toronto | LNH        | 72    | 11               | 23               | 34               | 20               | 4                | 0  | 0                    | 0                    | 2                    |                      |                      |
| 1969-1970  | Maple Leafs de Toronto | LNH        | 74    | 18               | 19               | 37               | 31               |                  |    |                      |                      |                      |                      |                      |
| 1970-1971  | Kings de Los Angeles   | LNH        | 59    | 17               | 26               | 43               | 53               |                  |    |                      |                      |                      |                      |                      |
| 1971-1972  | Kings de Los Angeles   | LNH        | 73    | 13               | 24               | 37               | 48               |                  |    |                      |                      |                      |                      |                      |
| Totaux LNH | Totaux LNH             | Totaux LNH | 1 079 | 281              | 362              | 643              | 792              | 89               | 25 | 26                   | 51                   | 126                  |                      |                      |

### Statistiques d'entraîneur
| Saison    | Équipe                 | Ligue |    | PJ | V  | D  | N | Pr                   |  | Séries éliminatoires |
| 1972-1973 | Kings de Los Angeles   | LNH   | 78 | 31 | 36 | 11 | — | Hors des séries      |  |                      |
| 1973-1974 | Kings de Los Angeles   | LNH   | 78 | 33 | 33 | 12 | — | Défaite en 1re ronde |  |                      |
| 1974-1975 | Kings de Los Angeles   | LNH   | 80 | 42 | 17 | 21 | — | Défaite en 1re ronde |  |                      |
| 1975-1976 | Kings de Los Angeles   | LNH   | 80 | 38 | 33 | 9  | — | Défaite en 2e ronde  |  |                      |
| 1976-1977 | Kings de Los Angeles   | LNH   | 80 | 34 | 31 | 15 | — | Défaite en 2e ronde  |  |                      |
| 1977-1978 | Black Hawks de Chicago | LNH   | 80 | 32 | 29 | 19 | — | Défaite en 2e ronde  |  |                      |
| 1978-1979 | Black Hawks de Chicago | LNH   | 80 | 29 | 36 | 15 | — | Défaite en 2e ronde  |  |                      |
| 1981-1982 | Black Hawks de Chicago | LNH   | 28 | 13 | 13 | 2  | — | Défaite en 3e ronde  |  |                      |
| 1984-1985 | Black Hawks de Chicago | LNH   | 27 | 16 | 7  | 4  | — | Défaite en 3e ronde  |  |                      |
| 1985-1986 | Black Hawks de Chicago | LNH   | 80 | 39 | 33 | 8  | — | Défaite en 1re ronde |  |                      |
| 1986-1987 | Blackhawks de Chicago  | LNH   | 80 | 29 | 37 | 14 | — | Défaite en 1re ronde |  |                      |
| 1999-2000 | Blackhawks de Chicago  | LNH   | 58 | 28 | 24 | 6  | — | Hors des séries      |  |                      |

## Honneurs et trophées
En tant que joueur :  
- Ligue nationale de hockey
  - Vainqueur de la Coupe Stanley à quatre reprises avec les Maple Leafs de Toronto : 1962, 1963, 1964 et 1967.
  - Intronisé au Temple de la renommée du hockey en 1991.

en tant qu'entraîneur :
- Ligue nationale de hockey
  - Récipiendaire du trophée Jack-Adams remis à l'entraîneur de l'année en 1975.

## Transactions en carrière
- 3 septembre 1970 : échangé par les Maple Leafs de Toronto aux Kings de Los Angeles en retour de Garry Monahan et Brian Murphy.

## Parenté dans le sport
Il est le beau-père de Dean Lombardi, ancien directeur-général des Sharks de San José et anciennement DG des Kings de Los Angeles.